# Центральная городская детская библиотека имени Горького (Таганрог)
Центральная городская детская библиотека им. Горького — городская детская библиотека в Таганроге. Расположена в здании бывшего костела.

## История дома
В XIX веке в Таганроге пребывало большое количество народностей. Для отправления людьми религиозных потребностей, в городе потребовалось открытие разных культовых сооружений —  католики изначально не имели в городе своей церкви. По ходатайству градоначальника Б. Б. Кампенгаузена император Александр I разрешил построить в городе римско-католическую церковь. Расходы на возведение храма брала на себя казна.
Здание церкви строил купец Иван Тамбала. Храм строился по проекту, разработанному архитектором Россинским. Заканчивал строительство сотник Николаев. В 1812 году в храме начались богослужения. В эти годы в городе проживало около трёхсот католиков.
В 1923 году церковь была закрыта, после чего её помещения сдали в аренду К. С. Мамержанову и С. Г. Шатыкину для размещения в ней ватной мастерской.
В 1939 году здание перестроили под детскую библиотеку. В этот же год библиотека переехала в это здание. Сама библиотека была открыта в Таганроге ещё в августе 1933 года и размещалась на улице Чехова, 94 на площади 120 м². В здании бывшего костела по улице Фрунзе, 58-а она находится и по настоящее время.
В 1933 года детской библиотеке было дано название: «Центральная детская библиотека имени А. М. Горького». До войны библиотеку возглавляла Тамара Абрамовна Кобрина, при ней детская библиотека стала центром работы с детьми. В 1941 году Т. А. Кобрина была расстреляна фашистами.
В годы Великой Отечественной войны, при немецкой оккупации библиотека функционировала. После освобождения Таганрога в ней проводились ремонтно-восстановительные работы.
В 90-е годы коллектив библиотеки отстоял здание от приватизации и сохранил библиотечные фонды. С 2007 года Центральной городской детской библиотекой руководит Елена Кирсанова. Фонд библиотеки насчитывает около 75,5 тыс. экземпляров. Ежегодно библиотека обслуживает до 10 тысяч детей, их родителей и педагогов.
Библиотека имеет 14 филиалов в разных местах Таганрога: ДБИЦ имени Н. Островского, ДБИЦ имени А.Гайдара и др.

## Архитектурные особенности
Здание библиотеки имеет три высоких прямоугольных окна по фасаду, двускатную крышу, треугольный фронтон. Кирпичное здание оштукатурено, покрашено розовой краской. Вход в здание выполнен через пристройку. В доме высокие окна, венчающий карниз с зубчиками и лепными украшениями.
На фронтоне здания изначально по латыни была надпись: «Ex fuis donis tibi offerimus» («Твоя от твоих тебе приносяще о всех и за вся»).